# 共和国广场 (罗马)

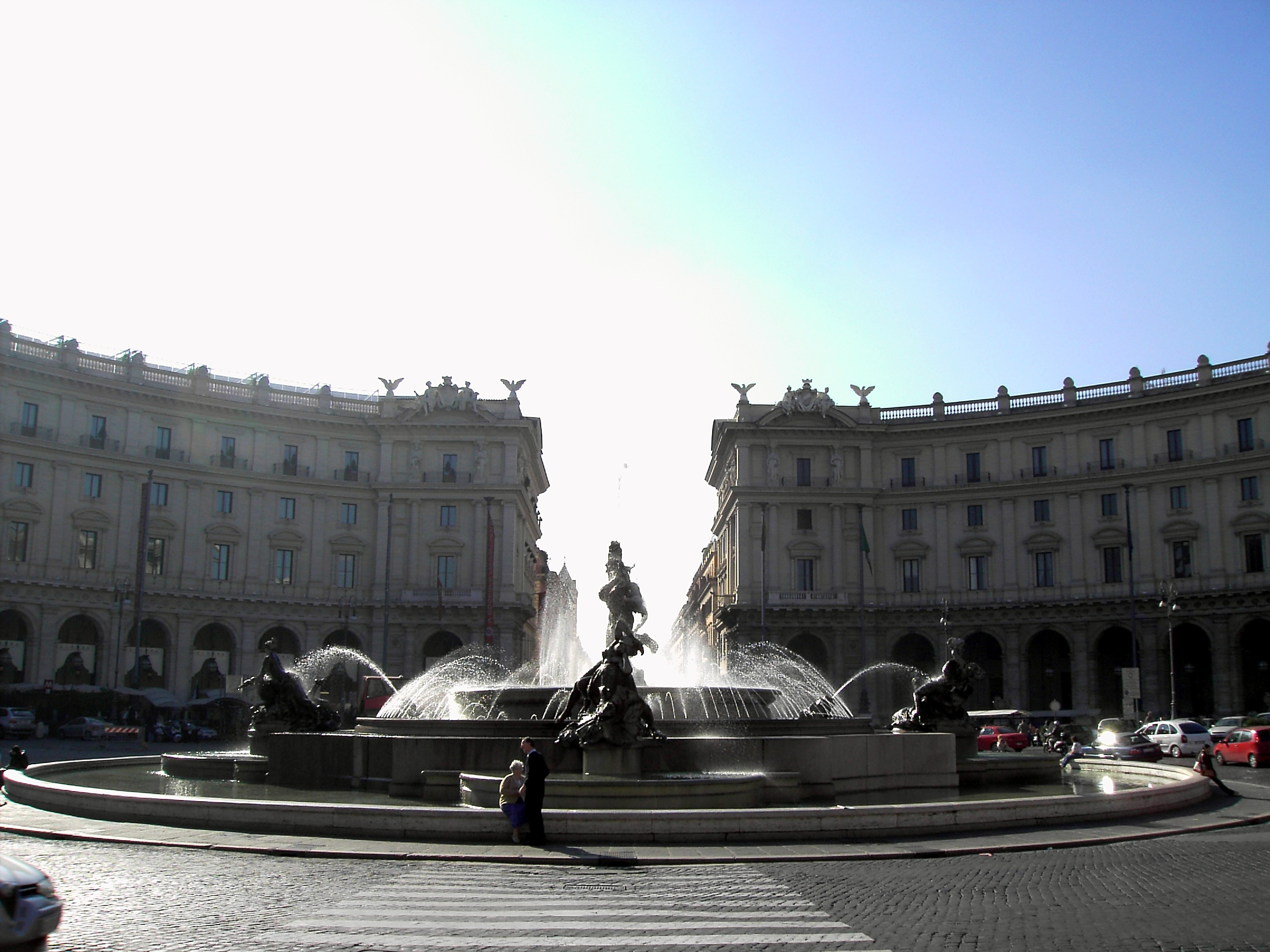
广场上仙女喷泉

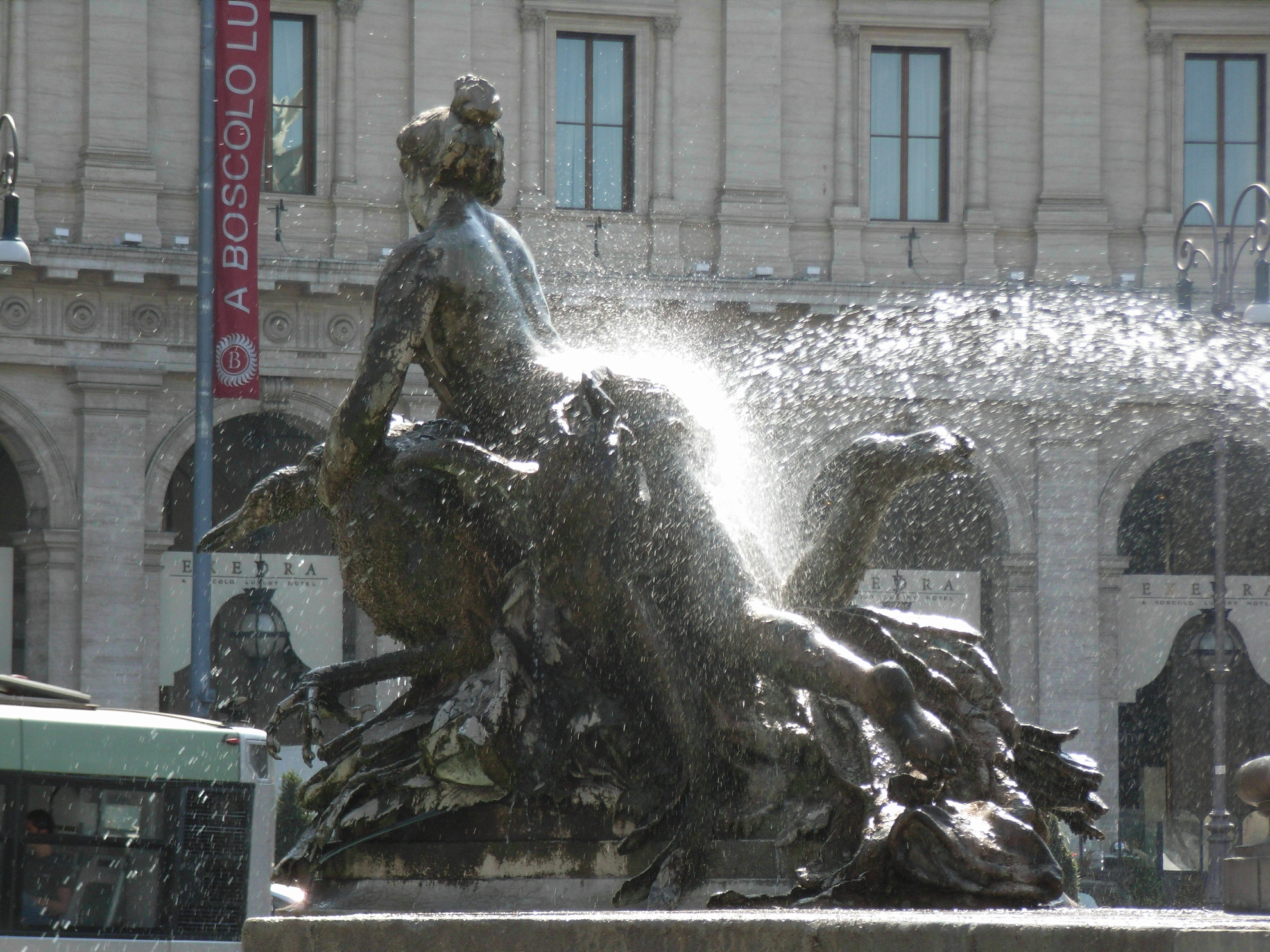
仙女喷泉

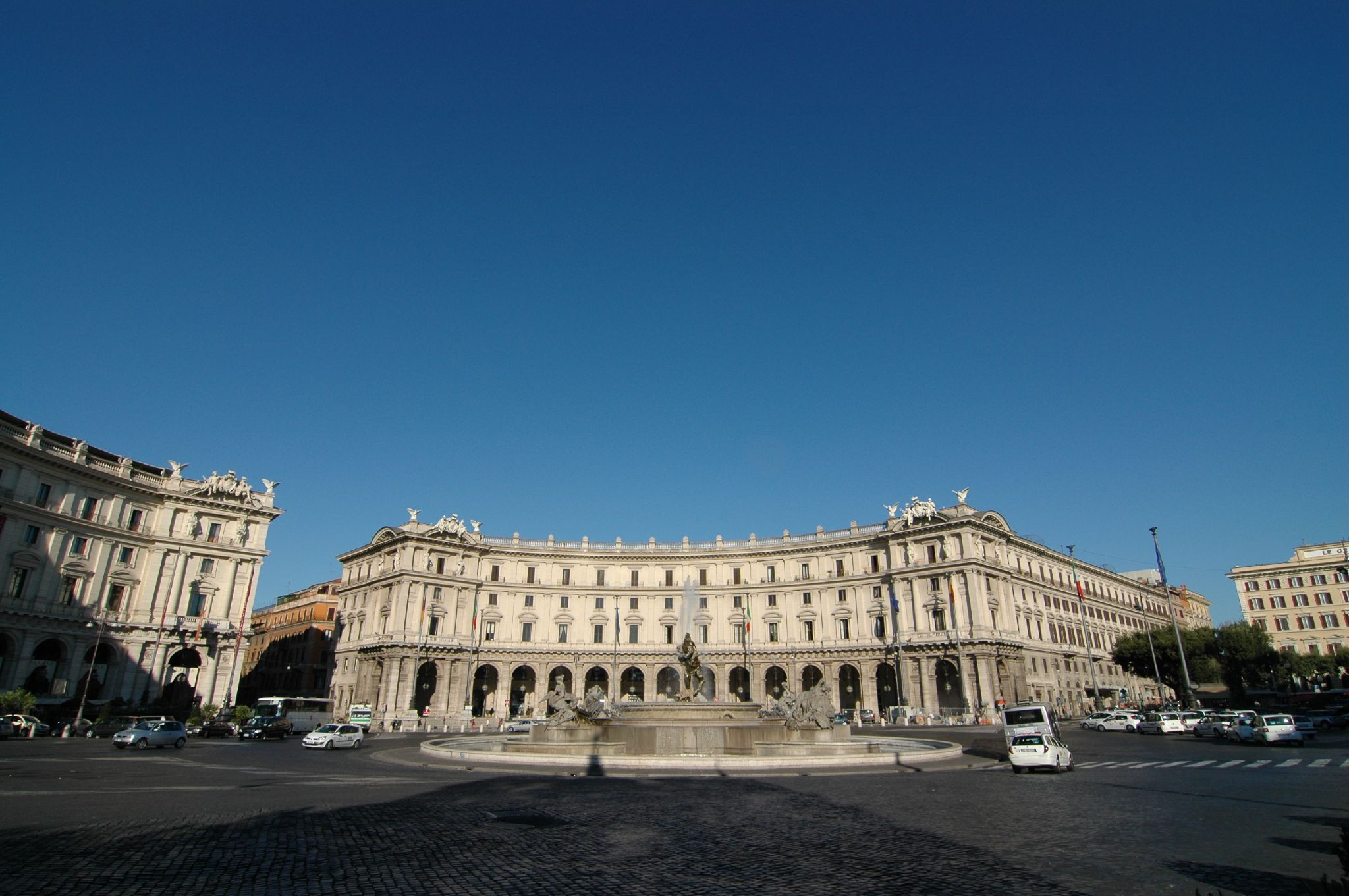
广场

共和国广场（義大利語：Piazza della Repubblica）是意大利首都罗马的一个半圆形广场，靠近特米尼车站。广场上有天使与殉教者圣母大殿。邻近的地铁站为共和国广场-歌剧院站。